# Gromia sphaerica
Gromia sphaerica és una espècie de protozou rizari del fílum dels cercozous. Es tracta d'una gran ameba amb teca esfèrica, la més gran dins el gènere Gromia. Va ser descoberta l'any 2000, al marge d'Oman al Mar d'Aràbia a fondària d'entre 1163 a 1194 metres. La seva mida oscil·la de 4,7 a 38 mm. La teca (closca orgànica) normalment és de forma esfèrica i té porus. L'organisme té uns filaments que els connecten amb el llit marí.
L'any 2008 es van trobar espècimens de 30 mm a les illes Little San Salvador de les Bahames. Es va descobrir que feia uns solcs o senders de 50 cm de llargada cosa que fins aleshores es considerava impossible per organismes unicel·lulars. Aquests senders fets per Gromia semblaven els del període Precambrià.